# Pelin Karahan
Vildan Pelin Karahan (* 6. Oktober 1984 in Ankara) ist eine türkische Schauspielerin und Model.

## Leben und Karriere
Karahan wurde am 6. Oktober 1984 in Ankara geboren. Mütterlicherseits ist sie albanischer Abstammung. Sie studierte an der Anadolu Üniversitesi. Ihr Debüt gab sie 2007 in der Fernsehserie Kavak Yelleri. 2012 spielte sie in Muhteşem Yüzyıl mit. In der Zeit von 2011 bis 2013 war sie mit Erdinç Bekiroğlu verheiratet. Am 24. Juni 2014 heiratete sie Bedri Güntay. Aus der Ehe gingen zwei Kinder hervor. Außerdem trat sie 2015 in Yeter auf. Zwischen 2021 und 2022 bekam Karahan die Hauptrolle in „Bir Zamanlar Kıbrıs“.

## Filmografie
Serien
- 2007–2011: Kavak Yelleri
- 2012–2014: Muhteşem Yüzyıl
- 2015–2016: Yeter
- 2018: Yuvamdaki Düşman
- 2021–2022: Bir Zamanlar Kıbrıs